# Relations entre la Colombie et l'Inde
Les relations entre la Colombie et l'Inde sont les relations bilatérales de la république de Colombie et de la république de l'Inde. Les deux pays ont établi des relations diplomatiques le 19 janvier 1959. La Colombie est actuellement le point d'entrée commercial en Amérique latine pour les entreprises indiennes.

## Histoire
Les relations diplomatiques officielles entre l'Inde et la Colombie ont été établies le 19 janvier 1959. Le 14 juillet 1970, la Colombie et l'Inde ont signé un accord commercial, mais celui-ci n'a pas été mis en œuvre en raison des restrictions économiques sur les produits étrangers et des différences géopolitiques entre les deux pays. Ce n'est qu'en mars 1972 que la Colombie a ouvert une ambassade à New Delhi, en Inde. L'année suivante, l'Inde a ouvert une ambassade à Bogota en 1973. L'ambassade à Bogota a été fermée en janvier 1993, mais a ensuite rouvert en 1994. L'ambassade de Colombie en Inde supervise également les relations diplomatiques avec le Népal, le Sri Lanka et le Bangladesh, et fournit une assistance consulaire aux Colombiens qui se trouvent dans ces pays.

## Liens commerciaux
Les liens économiques et de coopération mutuelle se sont améliorés avec la visite du président colombien Andrés Pastrana Arango en Inde du 4 au 7 mars 2001. La Colombie et l'Inde ayant des économies similaires, ces similitudes sont utilisées pour établir une coopération entre les deux pays.
En 2006, Oil India investi 425 millions de dollars US dans la production de pétrole en Colombie. L'entreprise prévoit de participer à des adjudications de contrats dans l'intention d'explorer les terres colombiennes à la recherche de gaz. Le 23 août 2007, le gouvernement colombien a signalé que le commerce entre la Colombie et l'Inde était en augmentation. Les exportations de l'Inde vers la Colombie ont rapporté à l'Inde quelque 346 millions de dollars, tandis que celles de la Colombie vers l'Inde ont atteint 62 millions de dollars.